# Mistrovství světa v zápasu ve volném stylu 1987
Mistrovství světa v zápasu ve volném stylu 1987 byly dva samostatné sportovní podniky. 19. až 29. srpna se uskutečnilo v Clermont-Ferrand ve Francii mistrovství mužů. 24. až 25. října v Lørenskogu v Norsku první mistrovství žen.

## Přehled medailí

### Volný styl muži
| Kategorie | Zlato               | Stříbro               | Bronz               |
| --------- | ------------------- | --------------------- | ------------------- |
| 48 kg     | Ri Jae-Sik          | Lee Sang-Ho           | Sergej Karamčakov   |
| 52 kg     | Valentin Jordanov   | Kim Yong-Sik          | Micuru Sató         |
| 57 kg     | Sergej Beloglazov   | Barry Davis           | Ahmet Ak            |
| 62 kg     | John Smith          | Chazar Isajev         | Kazuhito Sakae      |
| 68 kg     | Arsen Fadzajev      | Georgios Athanasiadis | Andre Metzger       |
| 74 kg     | Adlan Varajev       | Dave Schultz          | Uwe Westendorf      |
| 82 kg     | Mark Schultz        | Aleksandar Nanev      | Vladimer Modosijani |
| 90 kg     | Macharbek Chadarcev | Jim Scherr            | Jerzy Nieć          |
| 100 kg    | Leri Chabelovi      | Vasile Pușcașu        | William Scherr      |
| 130 kg    | Aslan Chadarcev     | Andreas Schröder      | Bruce Baumgartner   |

### Volný styl ženy
| Kategorie | Zlato                | Stříbro             | Bronz           |
| --------- | -------------------- | ------------------- | --------------- |
| 44 kg     | Brigitte Weigert     | Anne Johnsen        | Šoko Jošimura   |
| 47 kg     | Anne Holten          | Lynie van der Holst | Satomi Sugawara |
| 50 kg     | Anne Marie Halvorsen | Kjóko Fukuda        | Martine Poupon  |
| 53 kg     | Sylvie Van Gucht     | Line Johansen       | Stine Johansen  |
| 57 kg     | Isabelle Dourthe     | Sylvie Maret        | Silje Hauland   |
| 61 kg     | Ine Barlie           | Akiko Iijima        | Pia Buchholtz   |
| 65 kg     | Brigitte Herlin      | Dorthe Pedersen     | Kimie Hošikawa  |
| 70 kg     | Georgette Jean       | Rika Iwama          | Hege Reitan     |
| 75 kg     | Patricia Rossignol   | Mijako Šimizu       | Nebyla udělena  |

## Týmové hodnocení
| Pořadí | Muži volný styl | Muži volný styl | Ženy volný styl | Ženy volný styl |
| Pořadí | Tým             | Body            | Tým             | Body            |
| ------ | --------------- | --------------- | --------------- | --------------- |
| 1      | Sovětský svaz   | 52              | Norsko          | 39              |
| 2      | USA             | 41              | Francie         | 34              |
| 3      | Bulharsko       | 18              | Japonsko        | 34              |
| 4      | Severní Korea   | 13              | Dánsko          | 12              |
| 5      | Jižní Korea     | 12              | Švédsko         | 10              |
| 6      | Japonsko        | 11              | Belgie          | 8               |